# Jurij Trofimow (reżyser)
Jurij Andriejewicz Trofimow  (ros. Юрий Андреевич Трофимов, ur. 3 lipca 1940 w Moskwie, zm. 26 marca 2015 tamże) – radziecki reżyser filmów animowanych oraz animator.

## Życiorys
W latach 1968–70 dyrektor artystyczny studia Sojuzmultfilm. Od 1970 roku animator i reżyser w studiu Ekran. Mistrz animacji lalkowej, twórca serii filmów animowanych opartych na motywach bajek Donalda Bisseta.
Na początku lat 90. zajmował się filmami na temat narodowych świąt słowiańskich. 
Zmarł 26 marca 2015 roku w wieku 75 lat.

## Wybrana filmografia

### Reżyseria
- 1983: Dziewczynka + smok (Девочка и дракон)
- 1983: Konfitury z malin (Малиновое варенье)
- 1984: Zapomniane urodziny (Забытый день рождения)
- 1985: Крококот
- 1986: Снегопад из холодильника
- 1986: Урок музыки
- 1987: Вреднюга

## Nagrody
- 2014: XI Międzynarodowy Festiwal Charytatywny „Promienny Anioł” – nagroda specjalna Dyrekcji Festiwalu Filmowego „Za wybitny wkład w ojczyźniany kinematograf”[4]